# Bessarion Dschugaschwili

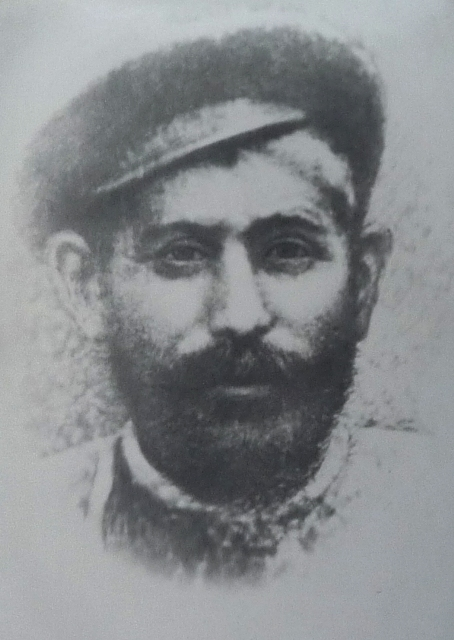
Bessarion Dschugaschwili

Bessarion (Besso) Dschugaschwili (georgisch ბესარიონ ჯუღაშვილი;  * 1853 oder 1854 in Didi Lilo, Gouvernement Tiflis, Russisches Kaiserreich, heute Georgien; † 25. August 1909 in Tiflis) war der Vater Josef Stalins. Er arbeitete als angestellter und selbständiger Schuhmacher.

## Leben
Bessarion Dschugaschwili wurde als Sohn des Weinbauern Wano Dschugaschwili in den Diensten des georgischen Fürsten Badur Matschabeli geboren. Sein Bruder Giorgi wurde von Banditen ermordet. Sein Großvater, Sasa Dschugaschwili, war ein ossetischer Leibeigener aus dem südossetischen Dorf Geri, der 1804 am Aufstand gegen die Annexion Georgiens durch Russland teilnahm.
Zunächst arbeitete Bessarion Dschugaschwili als Handwerker in der Schuhfabrik G. G. Adelchanows in Tiflis, dann in der Schuhmacher-Werkstatt des Armeniers Josef Baramow, der die russische Garnison in Gori versorgte. Nach 1872 machte er sich in Gori mit einer eigenen Schuhmacher-Werkstatt selbständig und beschäftigte zehn Arbeiter und verschiedene Lehrlinge.
Am 17. Mai 1872 heiratete er Ketewan Geladse. Mit ihr hatte er drei Kinder: Micheil (* 14. Februar 1875), Giorgi (* 24. Dezember 1876) und Iosseb (* 6. Dezember 1878), den späteren Führer der KPdSU und Diktator Stalin; die beiden Erstgeborenen verstarben jeweils wenige Monate nach der Geburt. Das Familienleben war zunächst von Wohlstand geprägt. In den frühen 1880er-Jahren entwickelte er sich jedoch zum streitsüchtigen Alkoholiker, der sein Geld in Schnaps anlegte und Frau und Sohn regelmäßig verprügelte. 1888 verließ er seine Familie, ohne sich jedoch scheiden zu lassen.

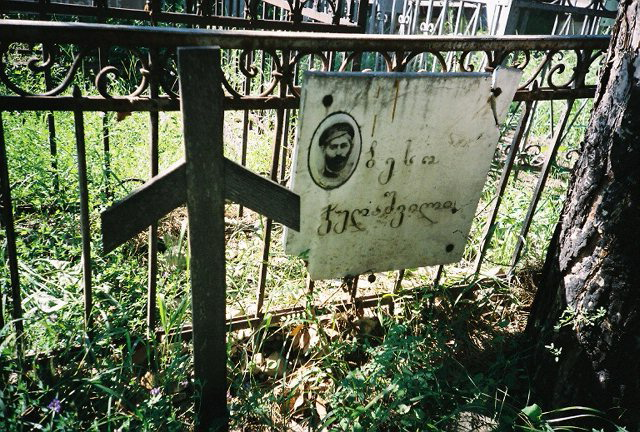
Grab Dschugaschwilis in Telawi, Georgien

Auch Dschugaschwilis Arbeit litt unter dem regelmäßigen Alkoholkonsum. Seine Schuhmacher-Werkstatt wurde nicht mehr durch seine eigene Arbeit, sondern durch die der Lehrlinge am Leben erhalten. Nachdem er die Fenster einer Kneipe zerschlagen und den örtlichen Polizeichef Dawritschewi mit einer Schusterahle angegriffen hatte, wurde er aus Gori ausgewiesen und fand erneut in der Tifliser Schuhfabrik Adelchanow Arbeit. Seinen Sohn Josef traf er das letzte Mal, als dieser einen Streik in der Schuhfabrik seines Vaters organisieren wollte.
Er starb im Tifliser Michailow-Klinikum, wo er wegen Tuberkulose, Kolitis und einer chronischen Lungenentzündung behandelt wurde. Beerdigt wurde Bessarion Dschugaschwili in Telawi.
Dschugaschwili sprach neben Georgisch auch Russisch, Türkisch und Armenisch.